# Dettmannsdorf
Dettmannsdorf es un municipio situado en el distrito de Pomerania Occidental-Rügen, en el estado federado de Mecklemburgo-Pomerania Occidental (Alemania), a una altitud de 37 metros. Su población a finales de 2016 era de 1000 habs. y su densidad poblacional, 22 hab/km².